# Hister funestus
Hister funestus är en skalbaggsart som beskrevs av Wilhelm Ferdinand Erichson 1834. Hister funestus ingår i släktet Hister och familjen stumpbaggar. Enligt den svenska rödlistan är arten sårbar i Sverige. Arten förekommer i Götaland, Gotland, Öland och Svealand. Arten har tidigare förekommit i Nedre Norrland och Övre Norrland men är numera lokalt utdöd. Artens livsmiljö är jordbrukslandskap. Inga underarter finns listade i Catalogue of Life.